# Памятник Юнгам Северного флота
Памятник «Юнгам Северного флота», также известен как памятник соловецким юнгам — памятник в Архангельске, посвящённый выпускникам Соловецкой школы юнг. Расположен на Набережной Северной Двины у начала улицы Карла Маркса. Открыт в 1993 году.

## История
Открытие памятника «Юнгам Северного флота» на набережной Северной Двины в Архангельске состоялось в июле 1993 года. Авторы памятника — лауреат Ленинской премии скульптор Ф. М. Согоян в соавторстве с сыновьями В. Ф. Согояном и М. Ф. Согояном, архитектор А. И. Муромский. Место для установки памятника было выбрано скульптором Ф. М. Согояном и бывшим юнгой Кимом Кузнецовым. Идея создания монумента принадлежит самим юнгам.

## Описание
Памятник «Юнгам Северного флота» в скупых, но выразительных формах увековечивает воинское служение детей на Северном флоте. Монумент представляет собой четырёхметровую фигуру юноши в матросской форме и корабельный якорь, установленные на постаменте. Скульптура выполнена из бронзы, постамент — из гранита. Юноша, напружинив плечи, стоит в слегка согнутой позе, его кулаки крепко сжаты, гюйс форменки поднят ветром. Фигура юноши выражает сильное напряжение. По признанию Ф. М. Согояна, она издали ему самому напоминает фигуру Христа. По словам скульптора, в ней он «старался собрать всю трагедию юного поколения военного лихолетья, всех тех, кто отдал свои жизни».
У подножия памятника размещена бронзовая плита с информацией о Соловецкой школе юнг: «В 1942 году по приказу Наркома ВМФ СССР Н. Г. Кузнецова на базе учебного отряда Северного Флота была создана школа юнг. За три года существования школа выпустила: радистов 946, рулевых 635, боцманов 44, электриков 534, артиллерийских электриков 360, торпедных электриков 139, мотористов-дизелистов 124. За три выпуска Соловецкая школа дала флоту свыше четырёх тысяч квалифицированных специалистов. Более 1000 мальчишек погибло в боях за Родину». Ниже — стихотворные строки юнги Льва Вахромеева:
Соловецкие юнги, наши мальчики русские,
Ваши плечи, по-детски худые и узкие,
Заслонили просторы родной нам России.
Будьте вечно героями!
Будьте ж вечно живыми!